# Spathoglottis paulinae
Spathoglottis paulinae är en orkidéart som beskrevs av Ferdinand von Mueller. Spathoglottis paulinae ingår i släktet Spathoglottis och familjen orkidéer. Inga underarter finns listade i Catalogue of Life.

## Bildgalleri

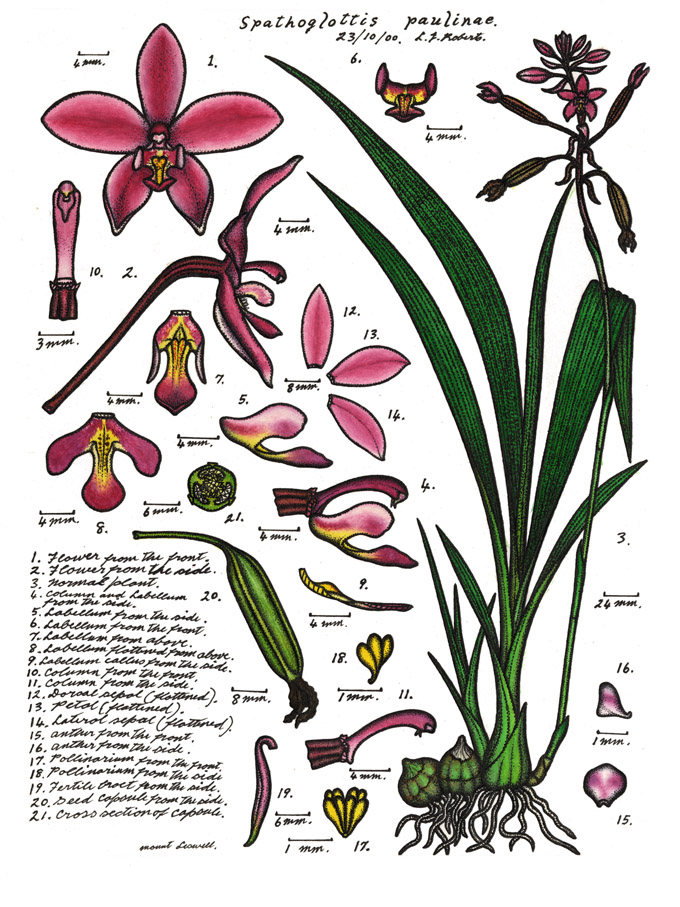